# 土屋敏男
土屋 敏男（つちや としお、1956年9月30日 - ）は、日本のテレビプロデューサーで映画監督。日本テレビ放送網日テレラボシニアクリエイター、一般社団法人1964 TOKYO VR代表理事、東京大学大学院情報学環教育部非常勤講師。元LIFE VIDEO株式会社代表取締役社長。
バラエティ番組『電波少年シリーズ』の「Tプロデューサー」、「T部長」などとして知られる。

## 人物
ハンドルネームはドラゴン、愛称は苗字のツッチー、苗字のイニシャルを取ってT。佐藤孝吉から大きな影響を受けており
、また萩本欽一とテリー伊藤を演出の師匠と呼んでいる。

### 経歴
生い立ち
警視の階級で静岡県警察下田警察署の署長を務めた警察官（1984年3月、警視正に退職日昇任）、土屋久の二男として生まれる。
小学校時代にプロ野球選手、中学校時代に古典落語家、静岡高校時代に新聞記者を志すが、大学時代からテレビマン志望となった。
日本テレビ
1979年、日本テレビ（旧法人。現・日本テレビホールディングス）に入社。ワイドショーの現場を経て、バラエティ番組制作に携わるようになったが、低視聴率が続き、編成に異動となる。その後再び制作に戻って作った『電波少年シリーズ』が高視聴率となる。編成部長（2001年7月 - 2003年7月）として行った各局の視聴率分析の結果、さまざまな意味で世代交代の必要性を感じ、テレビ番組制作からも離れ、2003年6月コンテンツ事業局コンテンツ事業推進部長、2004年6月コンテンツ事業局次長兼コンテンツ事業推進部長兼PR局日テレイベント事務局長、2005年6月PR局次長、2005年9月第2日本テレビ事業本部VOD事業部長兼コンテンツ事業局次長兼PR局次長、2006年7月第2日本テレビ事業本部ED(エグゼクティブディレクター)、2008年6月編成局ED・P兼AXON出向、2012年6月編成局専門局長、2015年5月付で編成局ゼネラルプロデューサー、2016年6月1日日テレラボ室ゼネラルプロデューサーを経て、現職。
社外では、テレビ番組制作ではない新規事業として「人生の映像化」を提案し、日本テレビと日テレアックスオンが設立した新会社「LIFE VIDEO」代表取締役社長（2012年7月2日-2016年3月31日）に就任。個人・法人・団体等の「自分史ビデオ」のプロデューサー・ディレクターとして活動する。2016年6月環境省COOL CHOICE推進チーム チーム員に就任。2017年10月、1964年東京オリンピックが開催された年の東京の街を3Dバーチャルリアリティで再現するプロジェクトを開始し、一般社団法人1964 TOKYO VRを設立、同代表理事に就任。2020年東京オリンピック開催年までの公開を目指すとした。2018年4月東京大学大学院情報学環教育部非常勤講師。その後、情報経営イノベーション専門職大学の情報経営イノベーション学部にて超客員教授に就任。
2022年9月30日、66歳の誕生日に日本テレビ放送網を満期退社。個人事務所「Gontents合同会社」を設立する。「日本テレビ放送網 社長室R&Dラボ」には退社後も社外アドバイザーとしてかかわる。
2022年11月1日、日本テレビ系列の芸能事務所であるニチエンプロダクションに文化人として所属。

### 私生活
既婚で、一男一女がいる。

## 日本テレビ在籍時の担当番組

### ディレクター
- 酒井広のうわさのスタジオ
- 天才・たけしの元気が出るテレビ!!（1985年4月 - 1987年9月）
- CHA-CHA 出演番組
  - 欽きらリン530!!
  - 欽ちゃんの気楽にリン
  - ビギニング!!チャチャ
  - CHA-CHAワールド
  - 笑うと泣くぞ…ダハ!
- 恋々!!ときめき倶楽部
- ビートたけしのお笑いウルトラクイズ（第1回 1989年1月2日）

### 編成担当
- ダウンタウンのガキの使いやあらへんで!!（1989年10月 - 1991年9月）
- ウッチャン・ナンチャン with SHA.LA.LA.

### 演出・プロデューサー
- ニッポン快汗マップ ガムシャラ十勇士!!
- 世界料理大賞(第1回AP)
- とんねるずの生でダラダラいかせて!!（1991年10月 - 1992年9月）
- 電波少年シリーズ（2001年7月以降は企画・演出。WOWOW版では司会者兼務）
- ウッチャンナンチャン 出演番組
  - ウンナン世界征服宣言
  - ザ・ワイドショー（ドラマ演出）
  - ウッチャンウリウリ!ナンチャンナリナリ!!
  - ウッチャンナンチャンのウリナリ!!（1996年4月 - 2001年6月）
- 24時間テレビ 「愛は地球を救う」
  - 第16回（1993年）[注 2]
  - 第17回（1994年）[注 3]
- 年越し番組
  - スーパー電波バザール 年越しジャンボ同窓会（1993/1994年）
  - いけ年こい年（1994/1995年、1999/2000年、2000/2001年）
- 国民投票制導入!激闘!特番トーナメント（1994年10月 - 1995年4月、企画・総合演出）
- 日本テレビ開局50周年記念番組 日テレバラエティー全史 テレビ馬鹿50人と馬鹿テレビ50年〜シャボン玉ホリデーからガキの使いまで〜（2003年8月2日、総合演出）
- 岡本太郎作・幻の巨大壁画「明日の神話」除幕特番（2006年7月7日）

### 第2日本テレビ
- 第2日本テレビ
- デジタルのバカ×2
- デジタルの根性

### エグゼクティブディレクター
- たけしとひとし（2010年12月10日）
- 間寛平アースマラソン地球一周40000キロ大ゴール生放送SP!!（2011年1月21日）
- 欽ちゃん!もう一度30％番組作りましょう!（仮）（2011年7月22日）
- 音ドッキ!（2011年12月28日）

### LIFE VIDEO
- 社長になりたい!あなたの社長力テスト（BS日テレ 2013年8月25日）
- 100時間うらどりプレス（Youtube、2013年9月18日 - 2013年9月23日）

### 構成
- クイズ!?正解は出さないで

## Gontents合同会社
Gontents合同会社（ゴンテンツ）は土屋敏男が設立した合同会社。

### 概要
日本テレビ放送網に43年半在籍したテレビプロデューサーの土屋敏男が2022年10月1日に設立したエンターテインメントの企画演出会社。
社名の由来は「Contents」の頭文字「C」に土屋敏男のイニシャル「T」を組み合わせて「Gontents」。

### アドバイザリー契約
- 日本テレビ放送網
社長室R&Dラボ 社外アドバイザー
- ひまわりネットワーク（愛知県豊田市のケーブルテレビ）
- WOWOW

## その他の活動
- 間寛平アースマラソン製作委員会 日本テレビ放送網代表

公式ホームページの総合演出を担当（第2日本テレビ担当のため）。企画進行中に編成局EDに復帰したため、ゴール生放送特番の総合演出を担当した。
- 映画 ST 赤と白の捜査ファイル（2015年1月10日、東宝） - 本人 役
- 水道橋博士のメルマ旬報「ライフテレビ」[11] 寄稿（2014年8月25日 - 2022年9月29日）
- カマコンバレー「鎌倉今昔物語」
- 環境省COOL CHOICE推進チーム チーム員[9]（2016年6月 - ）
- VRドラマ『ゴースト刑事』（2017年4月）企画担当[12]
- 1964 SHIBUYA VRプロジェクト（2017年10月 -）[13] 代表理事
- We Love Television?（2017年11月3日、日活） - 映画監督・企画・構成
- 岡村靖幸「忘らんないよ」ミュージックビデオ監督[14][15]
- 東京大学大学院情報学環教育部 非常勤講師（2018年4月 -）
- 超新感覚ライブエンタテインメント「NO　BORDER」（2019年7月7日 - 9月16日、COOL JAPAN PARK OSAKA） - 企画・演出・プロデュース
- 欽ちゃん公開オーディション オンラインライブ(Youtube、2020年7月2日 -) - 撮影・演出
- 映画『わたのまち、応答セヨ』（2025年5月2日公開） - 企画・プロデュース

## エピソード
- 1985年にスタートした『天才・たけしの元気が出るテレビ!!』では、演出に抜擢される。この期間は『元気が出るテレビ』の制作会社、IVSテレビ制作に出向しており、日本テレビ社員としての役職よりも立場が上となっている。この番組でテリー伊藤（総合演出）と出会い、バラエティ番組にドキュメンタリー風の味付けをする演出手法を習得。
- 土屋は東京本格進出前のダウンタウンの東京での世話人で、他局の仕事の送り迎えもしていた。『笑っていいとも!』や『夢で逢えたら』の収録現場に日本テレビの社員にもかかわらず潜入していたが、フジテレビ側にはマネージャーと勘違いされており、問題にならなかった。
- 編成担当として、とんねるずの日テレ新番組交渉をする際、『ねるとん紅鯨団』のロケ現場をテリー伊藤から聞き出し2年間に渡り同行、収録終了後にゲリラ的に交渉した。新番組決定と同時に番組制作に異動、『生ダラ』の演出兼サブプロデューサーとして、最初の1年間のみ担当した。
- 1980年代に低迷した日テレバラエティーを再建するために「フジテレビに奪われた（日本テレビ『お笑いスター誕生!!』出身の）とんねるず、ウッチャンナンチャンを取り戻すのが仕事だった」と語っている。
- メインプロデューサー兼演出を担当した『進ぬ!電波少年』や『雷波少年』では、「Tプロデューサー」や「T部長」として、『インペリアル・マーチ[注 4]』をBGMに、「Tプロデューサー」時代は革ジャンを着て、「T部長」時代はブロンド美人秘書を従えスーツを着て、いずれも後ろ姿で番組に登場。なるべく顔は映らないようにしていたが、顔にモザイクをかけるなどの処理は一切なし。また、「朋友」として「アフリカ・ヨーロッパ縦断ヒッチハイク」に参加した伊藤高史は出演終了後、同曲に怯えるようになり、しばらくトラウマになったと証言している[16]。『電波少年』では同僚でチーフプロデューサーの吉川圭三と共にアイマスク、ヘッドフォンを無名芸能人に付けさせてその挑戦させる場所へ連れて行く手法（脱走しない様にスタッフが手錠を付けた説もある）や、好評だった懸賞生活やスワンボートの旅がせっかくゴールしたのに企画をエスカレートしてさらに続行させた事で、「無名芸能人の挑戦」路線を続けさせるなど、冷酷な一面を見せていた。ただし、スワンボートの場合は第1弾で東京での到着が遅れてしまったペナルティで仙台に行かせた。後年、企画によって人生が激変し人間不信やトラウマを背負ったなすびに対して「僕も頭がおかしくなってたんだろうね。」「ずっと悪いことしたなって思ってて。贖罪を続けていきたいって思ってたの。」と語っている。
- 2000年末の『年またぎ番組』で、21世紀を迎えるカウントダウンを2分間フライングする「演出」をして、視聴者から顰蹙を買う。
- 「ほぼ日刊イトイ新聞」で糸井重里と対談。「おもしろ魂。」という対談集連載もした。
- 『進め!電波少年』でフジテレビ在籍時の横澤彪にアポなしロケを行い、横澤の吉本興業への移籍を祝った。後に横澤とは講演会やフォーラム等で共演を果たしており、2011年の横澤の死去時にはツイッターで故人を偲んだ。
- 編成部長時代の2001年に『おはよう日本』の視聴率上昇の影響を受けて、朝時間帯の大改革として『ズームイン!!SUPER』をスタートさせた。
- 横澤の部下であり、フジテレビエグゼクティブディレクターの三宅恵介とは、萩本欽一と師弟関係であるという共通点があり、古くから親交がある。三宅とはフジテレビの特番『悪いのはみんな萩本欽一である』（2010年3月17日放送）でテレビ初共演を果たした。なお、「ほぼ日刊イトイ新聞」など、テレビ以外のメディアで対談を行った事は過去にもある。
- 業界内の正直な意見として「実は、ぼくら地上波のテレビをやっている人たちは、視聴者を信じていないんですよ。見ている人のことを、かなりモノがわからない人だと想定して、その人たちにどう見せるかと工夫しているんです。ものすごく悪い言い方をすると、もう『馬鹿にどう見せるか』と、みんな絶対にクチには出さないけれども、どこかの所ではみんながそう思っているようなフシがありますね」と述べている[17]。
- 元フジテレビアナウンサーで女優の山村美智は大学時代からの友人であり、この縁で山村は当時フジテレビの局アナという立場ながら、日本テレビ社員である土屋の結婚式の司会を白岩裕之（当時日本テレビアナウンサー、現・テレビ信州代表取締役社長）と共に務めている。
- 元日本テレビアナウンサー、小熊美香の高校時代の恩師と従兄弟関係にある[18]。
- 『24時間テレビ 「愛は地球を救う」』
  - 日本テレビ採用試験の面接で第1回（1978年）の『24時間テレビ 「愛は地球を救う」』をベタぼめし採用される。
  - 入社直後の数年間、24時間テレビチャリティー委員会に所属。第5回（1982年）のエンドクレジットに名前あり。
  - 1994年の『24時間テレビ17』で深夜コーナーの演出・プロデューサーを担当。『ビートたけしのお笑いウルトラクイズ』でも使われた「人間水車」を出川哲朗らにやらせるなど明らかに番組の趣旨と違う演出を行ったため、24時間テレビの製作部門を追放された。
  - 2005年8月28日の『24時間テレビ28』にて生出演して『電波少年』の裏話をしていた。
  - 2009年8月30日の『24時間テレビ32』、有吉のヒッチハイク再会企画に出演。
- 2014年3月31日の『有吉反省会』2時間スペシャルに反省人として出演[19][20]。有吉に「ニコニコ生放送で新ユーラシア大陸横断ヒッチハイク」という企画を提案するが、有吉から禊として「一人で日本縦断ヒッチハイク」を言い渡され、決行することになった[20]。
- 2014年7月28日、『SKE48 エビショー!』収録中に登場。松村香織と谷真理佳にアイマスクとヘッドフォンを装着させ、宗谷岬へ連れ去った。2人は宗谷岬から名古屋のSKE48劇場までの道程を、ヒッチハイクだけで踏破することになった[21]。
- 『SENSORS』にデジタルコンテンツコメンテーターとして不定期出演していた。[22]
- 2010年代に入り、映像審査員として呼ばれる場合がある。

## 日本テレビ以外のメディア出演
- 1993年4月7日、NHK教育テレビ『天才てれびくん』「天てれPR作戦」に出演。
- 2004年11月1日、関西テレビ『SMAP×SMAP特別編「〜ホントにあった笑の話〜TRUE LAUGH」』に出演。
- 2005年2月13日、TBSテレビ『サンデージャポン』に出演、日テレの裏番組（いつみても波瀾万丈・@サプリッ!）や、映画「MAKOTO」（君塚良一脚本・監督）の宣伝をした。ちなみに「他の局に来るなよ」と電波少年をやっていたことを棚に上げて嫌がるのがお約束となっている。
- 2006年4月29日（28日深夜）、テレビ朝日『朝まで生テレビ!「激論!テレビに明日はあるか?! 」』に出演。
- 2006年10月16日 - 10月19日、J-WAVE『OH! MY RADIO』RE-FLEX VOXで田島貴男と対談。
- 2007年4月19日・4月26日、J-WAVE『TOMORROW』に出演。当時のキャスティングについて、「猿岩石以外芽が出ず、その猿岩石も一発屋。俺は本当に人を見る目が無い。」と反省していた。
- 2007年10月29日、TBSラジオ、『こちら山中デスクです』「放送では言えなかった現場の話」に出演。
- 2008年1月4日、BS11デジタル『大人の自由時間新春スペシャル テレブリッド』にVTR出演。「テレビは観ますか?」との問いに対し「観ないよ。全く」「この前、でも『M-1』は観たな。はじめて全部観た。面白かった。プロが認めるお笑いって今これだよっていうことをいっているから、だから面白かったね。だからあの番組は必要だよね」と語った。
- 2008年、TOKYO FM『鈴木敏夫のジブリ汗まみれ』に出演。
- 2009年8月20日・8月27日、TOKYO MX『博士の異常な鼎談』に出演。
- 2009年9月3日、NHK総合テレビ『地頭クイズ ソクラテスの人事』に出演。
- 2009年10月11日、テレ朝チャンネル『FACTORY_A』に出演。
- 2010年3月17日、フジテレビ『悪いのはみんな萩本欽一である』に出演。
- 2010年5月16日、読売テレビ『たかじんのそこまで言って委員会』に出演。
- 2010年5月29日、読売テレビ『増刊!たかじんのそこまで言って委員会』に出演。
- 2010年10月1日（9月30日深夜）、TBSテレビ『テリー伊藤伝説! 〜還暦を祝ってテリー伊藤の生前葬〜』に出演。
- 2012年2月4日、フジテレビ『新・週刊フジテレビ批評』に出演。
- 2012年11月26日 - 2014年7月23日、NOTTV『テレビをほめるYESTV』にレギュラー出演。
- 2013年2月1日、NHK総合テレビ『1000人が考える テレビ ミライ』に出演。
- 2013年2月2日（1日深夜）、NHK総合テレビ『NHK×日テレ 60番勝負』に出演。翌日2月3日（2日深夜）の日テレ系での放送までに両局が指定されたテーマで数分間のドラマを制作する「24時間ドラマ」対決を企画する。
- 2013年4月26日、RFラジオ日本『僕も私もジャイアンツナイター』に出演。
- 2013年5月26日、TOKYO FM『松任谷正隆 DEAR PARTNER』に出演。
- 2013年7月3日、ゼロテレビ『めちゃ×2ユルんでるッ?』にサプライズ出演。見学のついで、テレビとは『冒険』と寸評。
- 2013年9月23日、高須光聖主宰のYoutube生配信番組『Youtubeエンタメウィークファイナル!』に出演、Youtubeエンタメウィーククリエイター3位のプレゼンターを務め、ハングアウトで土屋自身の自前Youtube配信番組『100時間うらどりプレス』で『Youtubeエンタメウィークファイナル!』の土屋出演の様子の一部を同時放送した。
- 2014年3月10日 - 3月26日、テレビ金沢『となりのテレ金ちゃん』の金沢駅で逢いましょうロケに出演。土屋出演の金沢駅で逢いましょうロケは、2014年2月13日収録[23]。
- 2014年7月12日、BS朝日『激論!クロスファイア』に出演。
- 2014年7月29日、HBCラジオ『山ちゃん美香の朝ドキッ!』アポ無し乱入[24]。これは前述の有吉反省会の禊＆SKE48 エビショー!日本縦断ヒッチハイクの旅絡み。
- 2015年6月9日、自民党動画チャンネル『CafeSta イケてる女子と地方を売り込め!』に出演。
- 2016年8月8日（7日深夜）・8月15日（14日深夜）、TOKYO FM『空想メディア』に出演し、中村亜裕美と再会。[25]
- 2016年8月25日 - 2017年4月28日、FRESH! abemaTV（当時。現・FRESH! by CyberAgent）のストリーミング大喜利番組『欽ちゃんのドーンとプラチナ!』にデジタルコンテンツアドバイザーとしての番組レギュラー。（前身番組のニコニコ生放送「欽ちゃんのドーンとゴールド」[26] からの継続）[27]
- 2016年9月2日-2020年9月30日、渋谷のラジオ『渋谷のテレビ』（金曜18時台）論客レギュラー出演[28]
- 2017年1月2日、NHK総合テレビ『新春TV放談2017』に出演。
- 2017年7月31日、ニコニコ生放送『あなたの1票がドキュメンタリーを生み出す 制作者プレゼンバトル』に出演[29]
- 2017年10月4日、ニコニコ生放送『アンケで決定！制作費争奪「ドキュメンタリー虎の穴」』に原一男監督と出演。[30]
- 2017年10月19日、ニッポン放送『高田文夫のラジオビバリー昼ズ』に出演するも曜日レギュラー松村邦洋とほぼ電波少年の思い出話に花を咲かせた。
- 2017年10月23日、レディオ湘南『SPOPIAシラトリ 湘南 Happiness Sunday』に出演後、Youtube LIVE『原一男のシネマ塾』[31] にも出演。
- 2017年10月26日、TOKYO FM『よんぱち 48hours 〜WEEKEND MEISTER〜』の15時台に出演。[32]
- 2017年11月6日（5日深夜）、TOKYO FM『空想メディア』に出演。
- 2017年11月10日、NHK総合テレビ『あさイチ』に生出演。
- 2017年11月24日、NHKラジオ第1放送『ミュージック・グラフィティー』に生出演
- 2018年4月15日（14日深夜）・21日（20日深夜）、FM OH!『Nj on the Radio!』に出演。
- 2018年8月14日、ラジオ福島『かっとびワイド・なすけんパーティー』に出演し、なすびと再会。[33]
- 2018年9月28日、2019年4月11日、AbemaNews『AbemaPrime』に出演。
- 2019年12月28日、TOKYO FM/JFN『やまだひさしのラジアンリミテッドF』2時台に生出演、リスナーの悩み相談を聞くという形で、前述の渋谷のラジオ「渋谷のテレビ」にやまだが出演した際の返礼をした。
- 2020年5月10日、NHK総合テレビ『あたらしいテレビ 徹底トーク2020』に出演。
- 2020年12月19日、NACK5『THE SEITARO★RADIO SHOW「1700」』生出演
- 2020年12月23日、WOWOW「WOWOW夜会SP 豪華出演者が語るオリジナルの魅力！」に出演、後述の電波少年Wを紹介した。
- 2021年2月7日、KBS京都ラジオ『大﨑洋と坪田信貴のらぶゆ〜きょうと』出演
- 2021年1月16日 - 2021年12月20日、WOWOW「電波少年W 〜あなたのテレビの記憶を集めた〜い!〜」に総合演出兼司会者として出演（前述）
- 2022年5月1日、ABEMA『7.2 新しい別の窓』#50「伝説のテレビマンが大集結!メディアの未来を語る!」に出演。
- 2022年11月29日、bayfm78『シン・ラジオ -ヒューマニスタは、かく語りき-』に出演。
- 2023年4月8日- 、ひまわりテレビの「進め！豊田少年家族」(プロデュース兼お父さん役)、「発掘バトル どらヤバイ店に行ってみりん」(プロデュース兼MC)に出演。
- TOKYO FM『TOKYO SPEAKEASY』
  - 2023年5月4日「堀江貴文×土屋敏男」
  - 2024年6月19日「松村邦洋×土屋敏男」
  - 2024年9月18日「萩本欽一×土屋敏男」

## 著書
- 電波少年最終回（日本テレビ放送網,2001年）
- 一歩60cmで地球を廻れ 間寛平だけが無謀な夢を実現できる理由（共著：比企啓之,ワニプラス,2009年）
- 誰も知らない、萩本欽一。　We Love Television?（共著：木村俊介,ぴあ,2017年）ISBN 978-4835638362

## 受賞歴
- 1998年、日本文化デザイン賞
- 2000年、第17回ATP賞2000個人賞
- 2007年、第5回Webクリエーション・アウォード「Web 人賞」